# Cryptoflata unipunctata
Cryptoflata unipunctata är en insektsart som först beskrevs av Olivier 1791.  Cryptoflata unipunctata ingår i släktet Cryptoflata och familjen Flatidae. Utöver nominatformen finns också underarten C. u. areolifera.